# Lordiphosa parantillaria
Lordiphosa parantillaria är en tvåvingeart som först beskrevs av Kumar och Gupta 1990.  Lordiphosa parantillaria ingår i släktet Lordiphosa och familjen daggflugor. Inga underarter finns listade i Catalogue of Life.